# 普勒努瓦
普勒努瓦（法語：Prenois，法語發音：[pʁənwa]）是法国科多尔省的一个市镇，属于第戎区。

## 地理
普勒努瓦（47°22'32"N, 4°53'51"E）面积19.16 平方千米，位于法国勃艮第-弗朗什-孔泰大區科多尔省，该省份为法国中东部省份，北起奥布省，西接涅夫勒省和约讷省，南至索恩-卢瓦尔省，东南接汝拉省，东临上索恩省，东北部与上马恩省接壤。
与普勒努瓦接壤的市镇（或旧市镇、城区）包括：瓦勒叙宗、代镇、达鲁瓦、朗特奈、帕克、普隆比耶尔莱第戎。

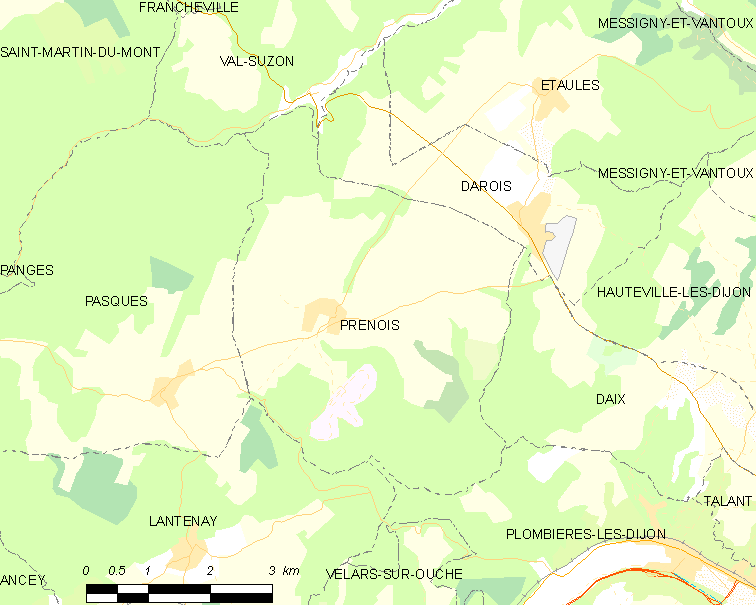
普勒努瓦的OSM定位图

普勒努瓦的时区为UTC+01:00、UTC+02:00（夏令时）。

## 行政
普勒努瓦的邮政编码为21370，INSEE市镇编码为21508。

## 政治
普勒努瓦所属的省级选区为方丹莱第戎县。

## 人口

1962-2008年间普勒努瓦人口变化图示

普勒努瓦于2022年1月1日时的人口数量为462人。